# Wrecked: Revenge Revisited
Wrecked: Revenge Revisited è un videogioco di guida con visuale dall'alto. In ogni gara sono presenti quattro veicoli. Durante la gara ogni giocatore deve evitare diversi ostacoli ed ha la possibilità di ottenere diversi tipi di armi. Se un giocatore rimane troppo indietro viene eliminato. La gara continua finché non rimane un solo giocatore.
È considerato il sequel spirituale di Mashed dal quale riprende molte armi ed alcuni tracciati.
È stato commercializzato esclusivamente in formato digitale su PlayStation Network e Xbox Live.